# Nelson Demarco
Nelson Walter Demarco Riccardi, né le 6 février 1925, décédé le 22 juillet 2009, est un ancien joueur uruguayen de basket-ball.

## Palmarès
- 3e des Jeux olympiques 1952
- 3e des Jeux olympiques 1956
- Finaliste du championnat d'Amérique du Sud 1945
- Champion d'Amérique du Sud 1947
- Champion d'Amérique du Sud 1949
- Champion d'Amérique du Sud 1953
- Champion d'Amérique du Sud 1955